# ألفرد بيكر لويس
ألفرد بيكر لويس (بالإنجليزية: Alfred Baker Lewis)‏ هو كاتب أمريكي، ولد في 1897، وتوفي في أكتوبر 1980.